# روان‌شناسی عامه‌پسند

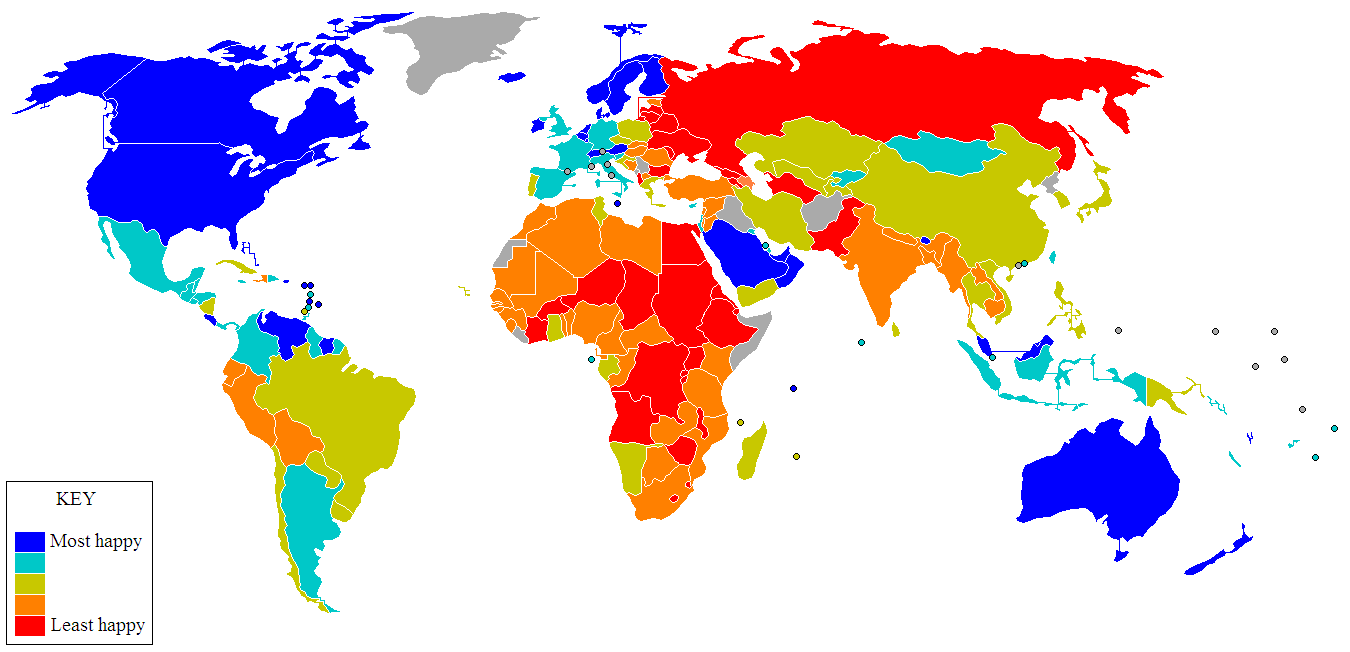
روان‌شناسی عامه پسند یا روان‌شناسی زرد - نقشه جهانی نشان‌دهنده شادی در جهان (۲۰۰۶)
وضعیت خوب
وضعیت رضایت بخش
مشکلات قابل توجه
وضعیت دشوار
وضعیت خیلی جدی
طبقه‌بندی نشده / بدون داده

روان‌شناسی عامه‌پسند یا روان‌شناسی مردمی (به انگلیسی: popular psychology) یا روان‌شناسی زرد مفاهیم و نظریه‌هایی در مورد زندگی و رفتار ذهنی انسان است که ادعا می‌کند بر اساس علم روان‌شناسی استوار است.
اصطلاح روان‌شناس پاپولر یا عامه‌پسند، برای توصیف نویسندگان، مشاوران، مدرسان و سرگرمی‌سازهایی که به‌طور عمومی روان‌شناس شناخته می‌شوند و نه به دلیل اعتبار علمی آن‌ها به کار می‌رود که شیوه‌ای جهت تجاری‌سازیِ علم روان‌شناسی می‌باشد.
این‌طور به نظر می‌رسد که روان‌شناسی عامه‌پسند برای توصیف مفاهیم روان‌شناختی بیش از حد خام‌اندیش، ساده، قدیمی، غیرقابل تأیید، بدون حمایت پژوهشی و دارای سوءتعبیر می‌باشد اما همچنین ممکن است این اصطلاح برای توصیف تولید حرفه‌ای دانش روان‌شناختی، که توسط اکثر متخصصان، معتبر و مؤثر تلقی می‌شود، مورد استفاده قرار گیرد که به شکلی قابل فهم برای عموم مردم در نظر گرفته شده باشد.